# Longitarsus nigrocephalus
Longitarsus nigrocephalus is een keversoort uit de familie bladkevers (Chrysomelidae). De wetenschappelijke naam van de soort werd in 1985 gepubliceerd door White in Westcott, Brown, Sharratt & White.